# Hel·ladi d'Alexandria
Hel·ladi d'Alexandria (en llatí Helladius, en grec Ἑλλάδιος) fou un escriptor i gramàtic romà d'Orient del temps de Teodosi II. Foci esmenta la seva obra τῶν λέξεων συλλογή escrita en prosa. Suides l'anomena λέξεως παντοίας χρῆσις κατα στοῖχειον.
A Suides també hi consten aquests altres títols: Ἔκφρασις φιλοτιμίας, Διόνυσος ἢ Μοῦσα, Ἔκφρασις τῶν λουτρῶν Κωνσταντιανῶν; i Ἔπαινος Φεοδοσίου τοῦ Βασιλέως que és probable, com es dedueix dels títols que fossin obres poètiques.